# グッドウィル (パソコンショップ)
グッドウィル（英: GOODWILL）は、株式会社ユニットコムが愛知県を中心に展開するパソコンショップ。
また、株式会社グッドウィル（英: GOODWILL Co., Ltd.）は、2012年（平成24年）9月30日まで存在したMCJグループの企業。翌10月1日をもってユニットコムに吸収合併された。
愛知県内でも事業を行っていた人材派遣業のグッドウィル・グループ（現在のテクノプロ・ホールディングス）とは関係ない。

## 歴史
1989年（平成元年）4月14日、山本進（やまもとすすむ）によって株式会社グッドウィルが創業し、大須・新天地通の第1アメ横ビル近隣に1号店を開店した（2007年に閉店）。当初の売上は芳しくなく赤字経営だったが、1991年（平成3年）に社長が月城朗に交代すると（2006年まで代表取締役社長）、新品パソコンの5年保証、3000円以上の購入者が店員とじゃんけんをして連勝回数に応じた景品を獲得できる「ジャンケンポン・マッチ」、店頭で無料配布される定期刊の情報誌「グッドウィル・ニュース」などユニークなサービスを展開し、1994年（平成6年）9月期で売上高52億円と急成長を遂げた。
2001年（平成13年）11月、大須・赤門通に新たに基幹店舗となる地上5階・地下1階建てのエンターテイメントデジタルモール (EDM) 大須本店を開店させた（2019年に移転のため閉店）。
2005年（平成17年）10月に、関東を中心に家電量販店を展開するノジマと業務提携した。2007年（平成19年）には、同業のパソコン工房を運営するアロシステム（現在のユニットコム）と業務提携を行い、パソコン工房の一部店舗をグッドウィルに転換したり、パソコン工房のインショップとして中古専門店を出店している。
2012年（平成24年）4月26日、グッドウィルの親会社であったGWホールディングスが保有するグッドウィルの株式をユニットコムが全て取得し、グッドウィルを子会社化するための基本合意書を締結の後、5月24日に株式譲渡契約を締結。6月22日には株式譲渡が行われ、ユニットコムの子会社となった。その後、8月17日に開催された両者の取締役会議にて合併が決議され、10月1日をもってユニットコムに吸収合併された。これにより運営会社であった株式会社グッドウィルは消滅した。

## 店舗

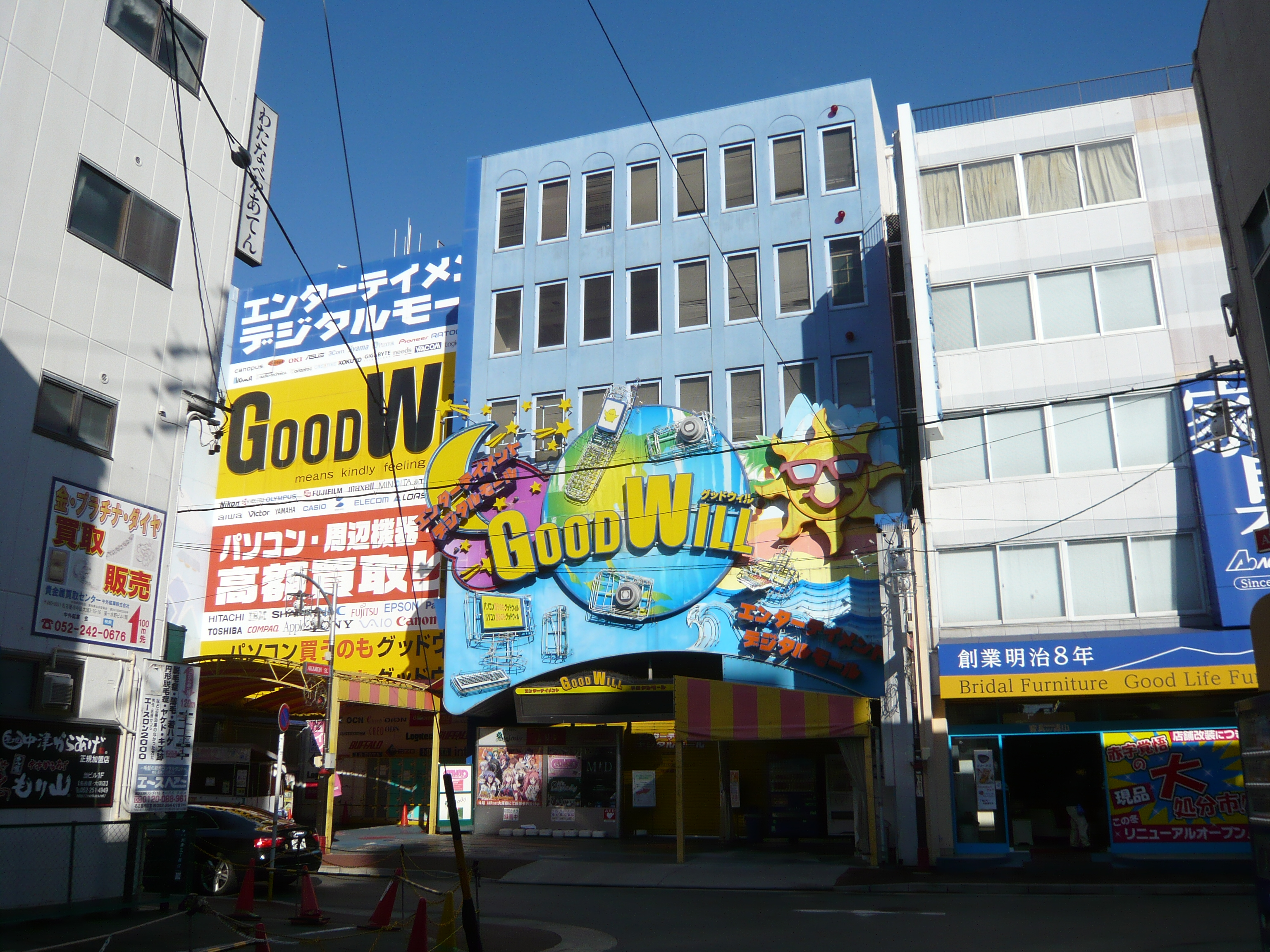
旧グッドウィル本店（EDM：エンターテイメントデジタルモール）

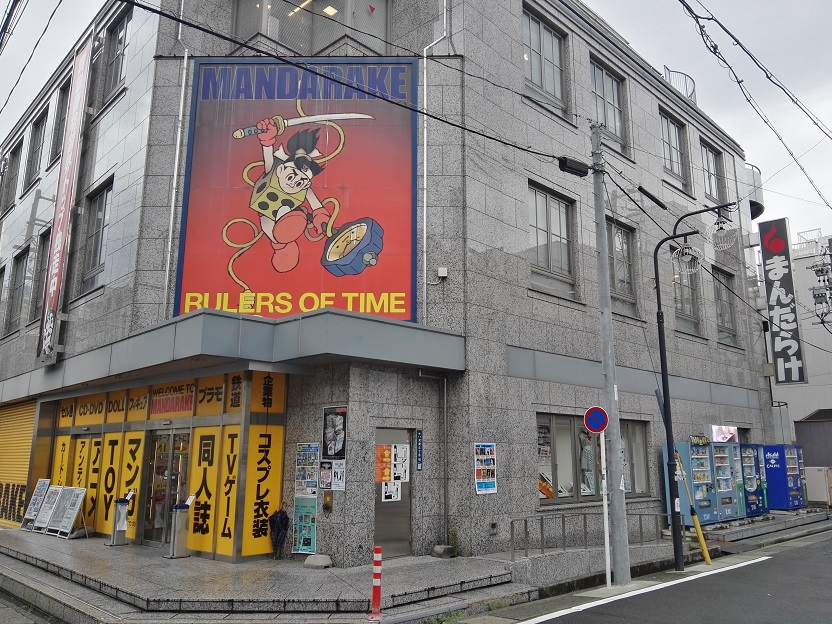
グッドウィル 旧・アミューズメントパーク（現在のまんだらけ名古屋店）

### 営業中の店舗
愛知県
- 名古屋大須店 - 名古屋市中区大須のMultinaBox1階。
- 刈谷店 - 刈谷市。
- 豊田店 - 豊田市。
- 岡崎店 - 岡崎市。
- 豊橋店 - 豊橋市。
- 尾張旭店[9] - 尾張旭市。

岐阜県
- 岐阜茜部店 - 岐阜県岐阜市。旧パソコン工房岐阜店の業務を引き継いだ店舗。

三重県
- 四日市店 - 四日市市。
- 津店 - 津市。

沖縄県
- 北谷店 - 北谷町。
- 那覇新都心店 - 那覇市。

### かつて存在した店舗
- エンターテイメントデジタルモール（EDM大須本店)　（2019年10月12日、再開発ビル「Multina Box」（マルチナボックス）内に移転）
- 大須アウトレット館（旧EDM大須本店内）（2020年1月13日閉店）
- ライブホール「名古屋 ライブホール M.I.D」（大須アウトレット館内 2019年12月31日閉店）
- アミューズメントパーク（AMP）（EDM開店前は「情報百貨店」本店、2006年9月7日閉館後、EDMに移転）
- アミューズメントパーク（AMP）別館（旧4号店）（2007年2月閉館）
- AMPnet大須店（EDM本店内[10] 2018年1月12日に閉店）
- メイド喫茶「M's Melody」（EDM本店内 2018年7月1日閉店）
- コスプレ喫茶「L＠yers Cafe v コモック」（EDM本店内 2018年7月1日閉店）
- コスプレ喫茶「大須巫女茶屋」（万松寺ビル1階 2003年11月10日閉店）
- コスプレスタジオ「Oh!-Sta」（EDM本店内 2017年12月3日閉店）
- AMPnet小倉店
- メディア・サプライ・消耗品専門店（旧1号店）（2007年9月2日閉店）[11]
- 2号店（ビジネスソフト・DOS/V専門店）（2001年11月11日閉店）[12]
- 7号店（DOS/Vパーツ専門店）（2001年9月24日閉店）[13]
- 8号店（ゲームソフト専門店）（2001年11月18日閉店）[12]
- アップルパーク（2001年11月18日閉店）[12]
- デジタルワールド（2001年11月11日閉店）[12]
- 明石店（兵庫県）
- 「情報百貨店」岐阜店（岐阜県、マーサ21内、近隣土地に岐阜正木店として移転開業）
- 岐阜正木店（上記岐阜店移転店舗、2021年1月11日閉店）[14]
- 大垣店（岐阜県）
- 伊勢店（三重県）
- 八事店（旧・パソコン工房名古屋店業務引継店舗）
- 豊川店（愛知県、豊川サティ1F）
- 秋田茨島店（秋田県）
- 福岡香椎店（パソコン工房香椎店内）
- 浜松店（静岡県、浜松フレスポ店→移転（2011年7月15日）→浜松店→閉店（2013年7月15日））
- 半田店（閉店（2013年7月15日））
- 一宮店（岐阜茜部店に併合された（2014年1月19日））
- 長久手店（閉店（2014年4月20日））
- 大阪日本橋店（2015年4月18日 BUYMORE大阪日本橋をリニューアル）
- AMPnet大阪日本橋店（TWOTOP大阪日本橋店 2F）（閉店（2013年2月17日））

## その他
子会社として、2011年（平成23年）4月18日に株式会社ウィルを設立。同社は2010年（平成22年）末に廃業したT-ZONEの元スタッフを中心に構成され、東京・秋葉原にてパーツショップ「PC DIY SHOP FreeT」を運営していたが、2012年（平成24年）4月20日に提携先であるユニットコムに事業譲渡している。
かつては、グッドウィルイメージガールとしてタレントで歌手の織姫よぞら（現在のAyumi.）を起用していた。2010年にはグッドウィルのCMソング2曲を収録したCD「恋もおまかせ☆GOODWILL/my sweet home」をリリースした。